# Ludy T. Benjamin
Ludy T. Benjamin (Corpus Christi, Texas, 26 de diciembre de 1945) es un psicólogo estadounidense e historiador de la psicología. Se jubiló de la Universidad de Texas A&M en 2012. Es un miembro fundador de la Asociación para la Ciencia Psicológica y un exdirector de la Oficina de Asuntos de la Educación en la Asociación Estadounidense de Psicología (APA). Fue presidente de las dos divisiones de la APA, escribió más de 20 libros y autor de más de 150 artículos en revistas y capítulos de libros.

## Carrera
Benjamin nació en Corpus Christi, Texas en 1945. Recibió un B.A. en psicología de La Universidad de Texas. Obtuvo un doctorado en psicología experimental de la Universidad Cristiana de Texas en 1971. Sus estudios se especializaron en percepción. Estuvo en la facultad de la Universidad Wesleyana de Nebraska durante varios años, luego pasó dos años dirigiendo la Oficina de Asuntos Educativos de la APA en Washington D. C. Se convirtió en miembro de la facultad en La Universidad de Texas A&M en 1980. Mientras estuvo en Texas A&M, Benjamin recibió numerosos premios, entre ellos el distinguido Premio de Docencia en Psicología de la American Psychological Foundation. Fue uno de los dos ganadores inaugurales de un premio de excelencia en la enseñanza por $ 25 000 dólares, otogado por la universidad, que se cree que es la suma monetaria más grande para un premio otorgado anualmente por una sola universidad. En mayo de 2012, Benjamin se retiró de Texas A&M.
Benjamin es integrante y miembro fundador de la Asociación para la Ciencia Psicológica. Ha sido presidente de la Sociedad para la Historia de la Psicología (SHP) y la Sociedad para la Enseñanza de la Psicología (STP), ambas divisiones de la APA. También sirvió en tres ocasiones como tesorero de STP. Benjamin ha escrito más de 20 libros y ha escrito más de 150 artículos de revistas y capítulos de libros. En 2010, aperturó la distinguida conferencia anual de la organización, APS de David Myers. Benjamin ayudó a formar maestros de Psicología en Escuelas Secundarias (TOPSS) y presidió el comité que presentó el Examen de Psicología de Posición Avanzada del College Board's.
Benjamin ganó en el 2001 el Premio Contribuciones profesionales a la educación y la capacitación. El SHP le presentó su Premio Lifetime Achievement en 2007. El STP le otorgó una Cita Presidencial en 2011. Recibió del APA, el Premio Ernest Hilgard por sus contribuciones profesionales para la psicología en general en 2010. Los Dres. Nicholas y Dorothy Cummings, organizan "La historia de la psicología" que acoge la conferencia anual Ludy T. Benjamin Jr., cada mayo en la Universidad de Akron.

## Investigación
La investigación de Benjamin como historiador de la psicología estadounidense se ha centrado en la metamorfosis de la psicología, desde el discurso filosófico, hasta la ciencia de laboratorio. Ha escrito sobre la creación de los primeros laboratorios de psicología, sobre el desarrollo de las primeras organizaciones psicológicas y cómo esos fomentaron la agenda de la nueva psicología experimental, sobre las aplicaciones iniciales de la psicología experimental para la educación, los negocios y la práctica clínica, y sobre las formas en que los psicólogos intentaron informar al público estadounidense sobre su ciencia.
Benjamin, en la biografía de Harry Kirke Wolfe (1858-1918), el segundo de los graduados estadounidenses de Wundt, documentó el inconveniente de los primeros laboratorios de psicología en la l contra las ciencias más establecidas en las universidades estadounidenses. Ese libro fue nominado para los dos primeros premios otorgados por la Sociedad de Historia de la Ciencia. Benjamin también ha escrito sobre otros doctorados de Wundt en Estados Unidos. Su investigación, basada en los registros de archivo de la Universidad de Leipzig, produjo el primer tratamiento integral de los estudiantes estadounidenses de Wundt y sus carreras posteriores.
Como uno de los marcadores de una disciplina científica, las primeras organizaciones psicológicas fueron clave para el desarrollo de la psicología experimental. Benjamin publicó las primeras historias archivísticas de las Asociaciones Psicológicas del Medio Oeste y del Este, que fueron fundados en 1902 y 1903 respectivamente.También ha publicado artículos y capítulos de libros sobre la Mesa Redonda Psicológica (una organización un tanto secreta de psicólogos experimentales iniciada en 1936), la Asociación Estadounidense de Psicología y Titchener's Experimentalists (precursora de la Sociedad de Psicólogos Experimentales). Un elemento central de este trabajo sobre la historia de la organización es la comprensión de los roles que desempeñan estas sociedades en las carreras de investigación y las vidas sociales e intelectuales de los involucrados (y, en algunos casos, los excluidos) y, en última instancia, el papel que desempeñaron en la configuración del curso de la psicología estadounidense.
Benjamin también ha publicado extensamente sobre los comienzos de la investigación psicológica aplicada en los negocios (por ejemplo, su investigación sobre las primeras incursiones en publicidad y pruebas de productos), educación (por ejemplo, trabajo en el estudio de niños y máquinas de enseñanza), y la psicología clínica. Este trabajo ha documentado los orígenes del siglo XIX de la psicología aplicada y su manifestación en una profesión de psicología en el siglo XX. Su libro From Seance to Science: A History of the Profession of Psychology in America (en coautoría con David Baker) fue la primera historia completa de la psicología profesional.
Finalmente, Benjamin es una de las principales figuras que escriben sobre la historia de la imagen pública de la psicología, centrándose en la comprensión pública de la psicología y las formas en que los psicólogos han tratado de transmitir la naturaleza e importancia de su ciencia al público y distinguirla de la psicología popular tan a menudo adoptada por el público. Este trabajo ha enfatizado el contexto social en Estados Unidos que moldeó los intereses de los psicólogos y, a su vez, dio forma a la comprensión y las actitudes de los Estados Unidos hacia la psicología.

## Premios
- Distinguido Premio de la Enseñanza, Universidad de Texas A&M, 1984.
- Distinguido Premio de Enseñanza en Psicología, American Psychological Foundation, 1986.
- Distinguido Premio al Logro de la Facultad en Enseñanza, Universidad de Texas A&M, 1994.
- Glasscock Professorship, por excelente docente, Universidad de Texas A&M, 1996-2007.
- Profesor Psi Chi del Año, Universidad de Texas A&M, 1998-1999.
- Fasken Chair por Distinguida enseñanza, TAMU, 2000-2005.
- Premio Distinguido de Contribuciones Profesionales a la Educación y la Capacitación, APA, 2001.
- Mención Presidencial, Asociación Estadounidense de Psicología, 2002.
- Profesor Presidencial de Excelencia en la Enseñanza, 2003-presente
- Premio Helmut Adler, Sección de Psicología, Academia de Ciencias de Nueva York, 2003.
- Citación presidencial, Southwestern Psychological Association, 2004.
- Distinguido Premio al Logro de la Facultad en Enseñanza, Universidad de Texas A&M, 2005.
- Premio Honores de Maestro / Académico, Universidad de Texas A&M, 2007.
- Premio Lifetime Achievement, de la Sociedad de Historia de la Psicología, de la APA, 2007.
- Premio SLATE a la excelencia en la enseñanza, de la Universidad de Texas A&M, 2009.
- Premio Ernest Hilgard, División 1, Asociación Estadounidense de Psicología, 2010.
- Citación presidencial, Sociedad para la enseñanza de la psicología, 2011.

## Obras destacadas
- Benjamin, L. T., Hopkins, J. R. y Natio, J. R. J. R. Psychology. Macmillan, 1987.
- Benjamin, L. T., Jr. Harry Kirke Wolfe: Pioneer in Psychology. Universidad de Prensa de Nebraska, 1991.
- Benjamin, L. T. A History of Psychology in Letters. 1992.
- Benjamin, L. T. A History of Psychology: las Fuentes Originales y la Investigación Contemporánea. McGraw-Hill, 1996.
- Benjamin, L. T. A Brief History of Modern Psychology. Blackwell Publishers, 2006.
- Benjamin, L. T. (ed.). Favorite Activities for the Teaching of Psychology. La Asociación Estadounidense de Psicología, 2008.
- Green, C. D. and Benjamin, L. T. (eds.). Psychology Gets in the Game: Sport, Mind and Behavior, 1880-1960. 2009.